# 安字营镇
安字营镇，是中华人民共和国河南省南阳市镇平县下辖的一个乡镇级行政单位。

## 行政区划
安字营镇下辖以下地区：
安字营村、邱庄村、刘张营村、草王庄村、王洼村、白草庄村、凉水井村、刁坡村、闫庄村、赵庄村、梨园村、郾岔村、姜庄村、余寨村、何寨村、孙庄村、元明寺村、遇仙桥村、白坡村、史坡村、耿梁庄村、连庄村、王孟瑞村、梁寨村和大王庄村。